# Amauris difficilis
Amauris difficilis är en fjärilsart som beskrevs av Aurivillius 1891. Amauris difficilis ingår i släktet Amauris och familjen praktfjärilar. Inga underarter finns listade i Catalogue of Life.